# ゲオルゲ・マノリウ
ゲオルゲ・マノリウ（Gheorghe Manoliu, 1888年5月20日 - 1980年）は、ルーマニア王国の軍人。少将。
ピアトラ・ネアムツ出身。第一次世界大戦に従軍。
1940年1月から1943年3月まで第4山岳歩兵旅団（1942年3月に師団に昇格）を指揮し、クリミアの戦いで功績を上げ、ソ連第109狙撃師団の大部分（約1万人）を捕虜にした。その後、セヴァストポリの包囲、奪取に参加。1942年8月30日、ドイツの騎士鉄十字章を受章。1943年～1945年、第4軍団区司令官。1945年、退役。
1949年、戦争犯罪で起訴され、長期間服役。1954年、判決が見直され、無罪となり、釈放された。